# Zelene, Vilneansk
Zelene (în ucraineană Зелене) este un sat în comuna Pavlivske din raionul Vilneansk, regiunea Zaporijjea, Ucraina.

## Demografie
Componența lingvistică a localității Zelene
     Ucraineană (91,81%)
     Rusă (8,19%)
Conform recensământului din 2001, majoritatea populației localității Zelene era vorbitoare de ucraineană (91,81%), existând în minoritate și vorbitori de rusă (8,19%).